# Pip (revista)
Pip International fue, como indicaba su subtítulo (Comics für Erwachsene), una revista de cómics para adultos en lengua alemana publicada por las editoriales suizas Verlags Presse y luego Presse-Verlag entre 1971 y 1973. Alcanzó los 26 números, con una periodicidad mensual.

## Contenido
De carácter erótico-festivo, acogió obras creadas ex-profeso por autores españoles a través de la agencia Bardon Art:
| Números | Título                            | Guionista       | Dibujante       | Procedencia |
| ------- | --------------------------------- | --------------- | --------------- | ----------- |
| 1/1971- | Jodelle                           | Pierre Bartier  | Guy Peellaert   |             |
| 1/1971- | Schock Sketsch                    | Alfons Figueras | Alfons Figueras |             |
| 4/1972- | Paulette                          | Georges Pichard | Georges Pichard |             |
| 6/1972- | Epoxy                             | Jean van Hamme  | Paul Cuvelier   |             |
| 1/1972- | Jo-Jo                             | André Franquin  | André Franquin  |             |
| 3/1972- | WAT 69                            | Miguel Cussó    | Jordi Bernet    |             |
| 4/1972  | Odysseus: Am Strande der Zyklopen | Carlos Giménez  | Carlos Giménez  |             |
| 12/1972 | Korsar                            | Esteban Maroto  | Esteban Maroto  | Nueva.      |

## Valoración
El español Carlos Giménez dijo de su trabajo en "Pip":

En PIP lo único que no se censura es el sexo, que además es rigurosamente obligado. Igual de malo es que te prohíban salir de casa como que no te dejen entrar. Yo preferiría entrar y salir cuando me diera la gana.